# María Salviati
María Salviati (Florencia, Italia, 17 de julio de 1499 - Villa di Castello, 12 de diciembre de 1543), fue esposa de Juan de las Bandas Negras y madre de Cosme I de Médici, el patriarca de la rama de Grandes Duques de los Médici. Su marido murió el 30 de noviembre de 1526, dejándola viuda a los 27 años. Salviati no volvió a casarse, y después de la muerte de su marido, adoptó el atuendo sombrío de una monja, que es como se la recuerda hoy en día, dado que sus retratos la muestran con su vestido-hábito de color negro y blanco.

## Biografía
Era hija de Lucrecia de Médici y de Jacobo Salviati, por lo tanto, nieta de Lorenzo el Magnífico. Al casarse con Juan de Médici reunieron en este lazo las dos ramas más importantes de la familia Médici: la Popolano por parte de su marido, y la Cafaggiolo rama principal a la que ella pertenecía.

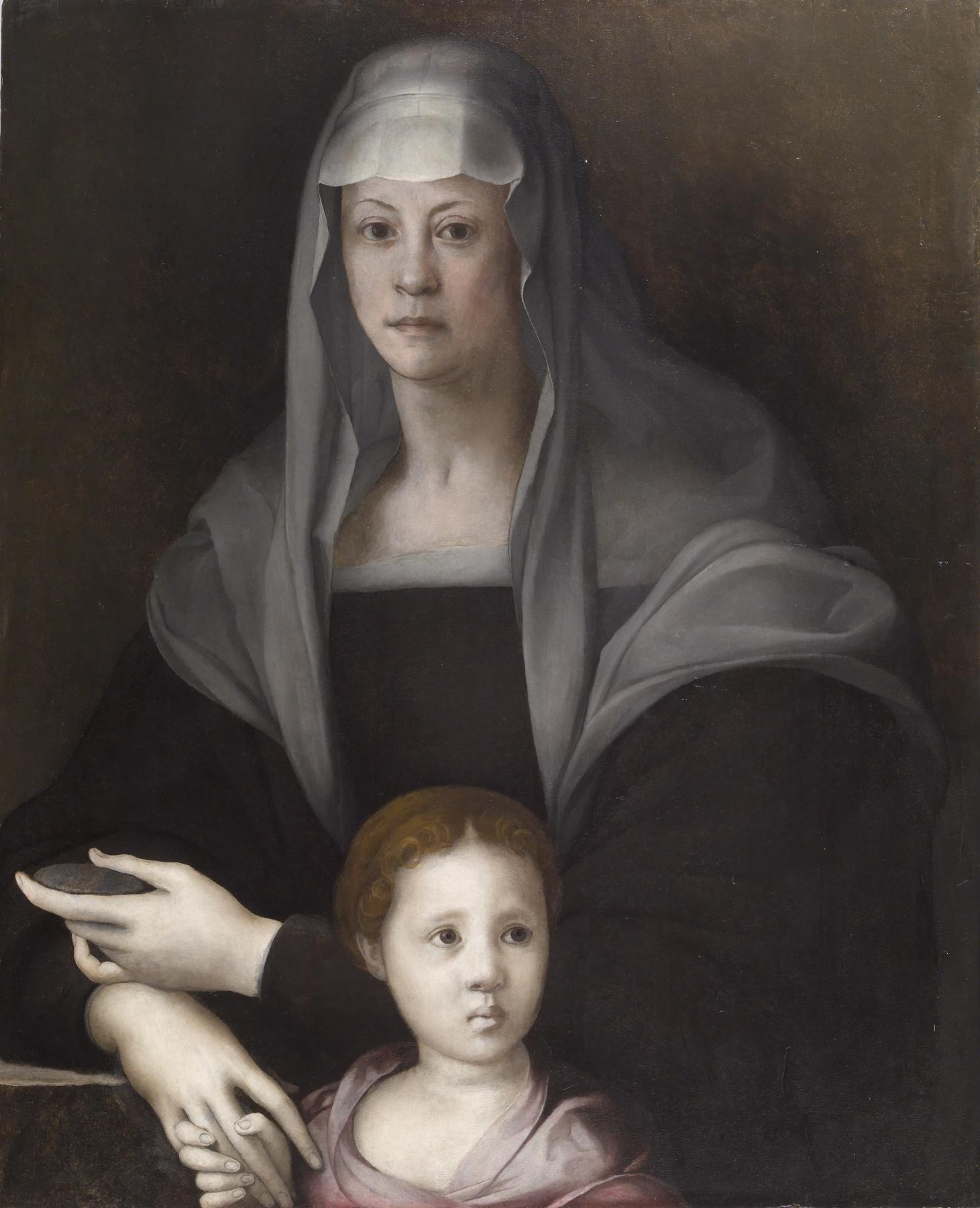
María Salviati y un niño, posiblemente su hijo Cosme o su sobrina Julia de Médici.

Al extinguirse la rama Cafaggiolo por línea masculina, tras el asesinato del duque Alejandro de Médici, hijo natural y de ascendencia incierta y quien solamente había tenido un hijo fuera del matrimonio, y por lo tanto de sangre aún más incierta, el liderazgo de Florencia quedaba vacío e incluso se pensó el volver a un gobierno republicano o incluso de una anexión a España. 
Sin embargo el hijo de Juan y María, de 17 años, se convierte en Gran Duque bajo el nombre de Cosme I de Médici.
De ella existen por lo menos dos retratos, uno de Pontormo que hoy está en los Uffizi, donde aparece a una edad tardía, y uno que se encuentra en Baltimore en la que es retratada junto a su hijo Cosme. Posiblemente este sea el primer de los retratos dobles que tanto éxito tuvieron en la corte de los Médici. 
En ambas pinturas aparece vestida de negro, ya que su marido había muerto como consecuencia de las heridas de una batalla en 1526. Se sabe que el retrato donde aparece junto a su hijo fue comisionado por este mismo cuando ya había subido al poder, y era más que nada una forma de legitimar su posición política, al elegir la época del retrato en el momento de la muerte del padre, cuando Cosme tenía 7 años, y con las manos enlazadas con su madre subrayando así la alianza con ella que era la única representante (a pesar de ser mujer) de la rama original de Lorenzo el Magnífico.
A pesar de esto, y debido a los rasgos del niño representado en el cuadro, existe la teoría que el infante es en realidad Julia de Médici, hija natural de Alejandro de Médici y que fuera adoptada por María al morir este.

## Enfermedad

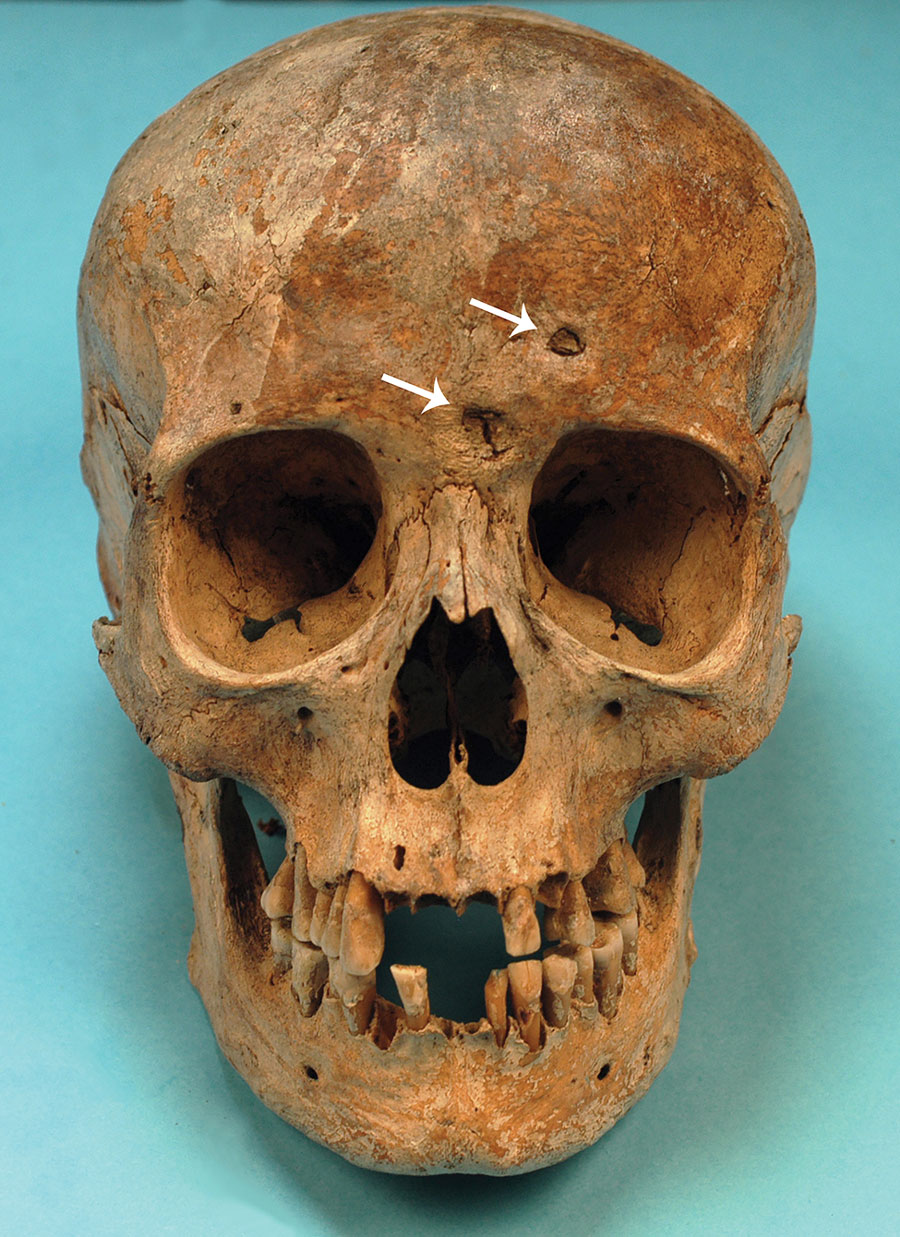
Calavera de María Salviati. Las flechas señalan lesiones típicas de la sífilis

Los documentos de la época no revelan enfermedades importantes hasta 1540, excepto un corto período de fiebres en 1517; sin embargo, su salud se deterioró en sus tres últimos años de vida. Las cartas del médico Andrea Pasquali describen rectorragias abundantes, úlceras rectales y perianales, dolores de cabeza y cólicos. Probablemente a causa de la anemia por las pérdidas continuas de sangre, se enumeran otros síntomas como fatiga, disnea, desmayos, síncopes, extremidades frías, vómitos, agitación y pulso cardíaco débil, aunque más rápido de lo normal. El deterioro físico de María se hace evidente al comparar el retrato de 1537, pintado por Pontormo, con el de 1543, de Bronzino.

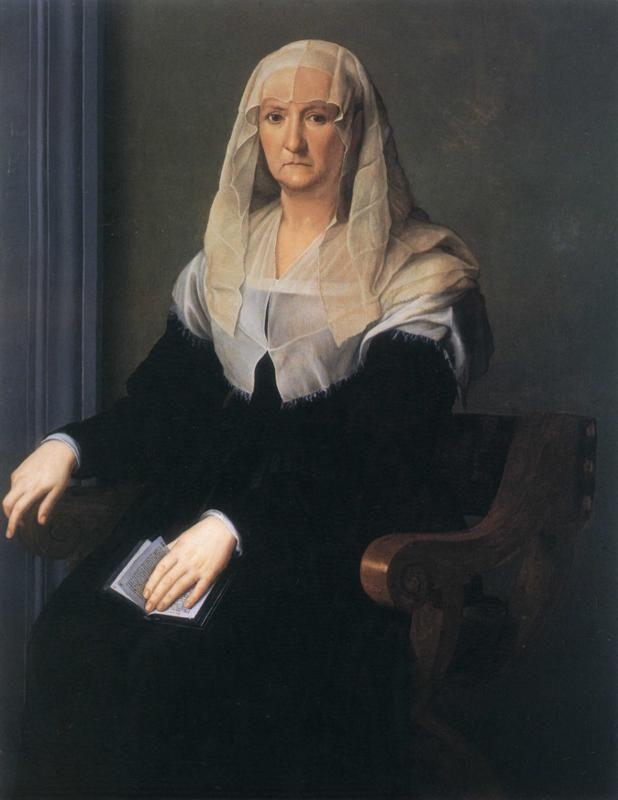
Retrato de María Salviati en 1543, pintado por Bronzino.

María Salviati murió el 12 de diciembre de 1543; fue embalsamada y enterrada en la basílica de San Lorenzo de Florencia. Sus restos han sido exhumados tres veces: en 1857 (para trasladarlos a la capilla de los Médici del mismo templo), en 1946 y en noviembre de 2012.  Esta última fue realizada por la división de paleopatología de la Universidad de Pisa. El análisis de los huesos reveló que María sufría enfermedad periodontal y múltiples caries (algo común en la familia Médici), además de presentar en los huesos frontal y parietal lesiones patognomónicas de la sífilis terciaria, el último de los estadios de la enfermedad. Los síntomas descritos en las fuentes históricas son compatibles con esta infección y es posible que las rectorragias fueran consecuencia de una afectación colorrectal.
Entre la aristocracia, que una mujer padeciera de sífilis estaba peor visto que si la sufría un hombre. No existen pruebas, sin embargo, de que María Salviati hubiera sido marginada en la corte, pero sí se conoce que llevaba una vida retirada, quizá para disimular la afección. Se barajan las hipótesis de que los médicos diagnosticaron correctamente la enfermedad y la ocultaron o que María intentó esconder los síntomas —de hecho, nunca permitió que examinaran sus genitales— por pudor o para mantener el honor de la familia ducal. El velo que lleva en todos sus retratos podría haberle servido para encubrir las lesiones cutáneas.

## Ascendencia
| Maria Salviati | Padre: Jacopo Salviati                | Abuelo paterno: Gonfaloniere Giovanni Salviati | Bisabuelo paterno: Alamanno Salviati                                |
| Maria Salviati | Padre: Jacopo Salviati                | Abuelo paterno: Gonfaloniere Giovanni Salviati | Bisabuela paterna: Catalina de Médici de Salviati                   |
| Maria Salviati | Padre: Jacopo Salviati                | Abuela paterna: Maddalena Gondi                | Bisabuelo paterno: Simón Gondi                                      |
| Maria Salviati | Padre: Jacopo Salviati                | Abuela paterna: Maddalena Gondi                | Bisabuela paterna: María Buondelmonti                               |
| Maria Salviati | Madre: Lucrezia di Lorenzo de' Medici | Abuelo materno: Señor Lorenzo el Magnnifico    | Bisabuelo materno: Pedro de Cosme de Médici                         |
| Maria Salviati | Madre: Lucrezia di Lorenzo de' Medici | Abuelo materno: Señor Lorenzo el Magnnifico    | Bisabuela materna: Lucrecia Tornabuoni                              |
| Maria Salviati | Madre: Lucrezia di Lorenzo de' Medici | Abuela materna: Señora Clarice Orsini          | Bisabuelo materno: Jacobo Orsini, señor de Monterotondo y Bracciano |
| Maria Salviati | Madre: Lucrezia di Lorenzo de' Medici | Abuela materna: Señora Clarice Orsini          | Bisabuela materna: Magdalena Orsini                                 |